# Ann-Kathrin Götze
Ann-Kathrin Brömmel Götze (Emmerich no Reno, 6 de dezembro de 1989), mais conhecida como Ann-Kathrin Götze é uma modelo alemã.

## Carreira
Götze cresceu com três irmãos em Emmerich no Reno. Durante a escola, ela teve aulas de canto, balé e piano. Aos 16 anos ela começou a modelar. Em 2010, ela fez o mais Willibrord-Gymnasium da Abitur. No mesmo ano, ela publicou sob o nome artístico Trina como seu primeiro single This Is Me. Em 2011, seu segundo single Body Language foi lançado
Em 2012, ela participou da sétima temporada do programa de seleção de elenco da Germany's Next Topmodel, onde ela chegou ao top 50. Em 2013, ela estava na frente da câmera para GQ e FHM em vários países. Para a Copa do Mundo da FIFA de 2014, ela modelou para o Axe , que foi além na capa da revista FHM fotografado na África do Sul  e foi também no documentário  Die Mannschaft para assistir. 2015 ela apareceu no calendário da fabricante de chocolates Lambertz e como um modelo de capa na revista de esportes Austríaca NEWS.  Em 2016, ela modelou para a marca de banho e lingerie Lascana . 
Como dubladora , ela mentiu no filme de animação A Era do Gelo: O Big Bang a preguiça gigante, Francine, tinha a sua voz. Para Euro 2016, ela apareceu em um comercial de cadeia de eletrônicos de mídia mercado com Media Markt. Em 2017, ela foi candidata na décima temporada do show de dança Let's Dance na Alemanha, onde terminou em décimo lugar.  Em 2017, ela também participou de uma campanha para a organização de direitos dos animais PETA contra o uso de peles. Ela está com o jogador de futebol Mario Götze desde 2012 romanticamente envolvidos. O casal se casou em maio de 2018.